# Pontificio Istituto Biblico
Il Pontificio Istituto Biblico (PIB) è un'istituzione universitaria cattolica con sede a Roma, dipendente dalla Santa Sede.

## Storia
Fu fondato il 7 maggio 1909 da papa Pio X con la lettera apostolica Vinea electa. Scopo dichiarato era realizzareː
(Pio X, Lettera apostolica Vinea electa, 7 maggio 1909)
L'istituto fu affidato alla Compagnia di Gesù. Organizzatore e primo rettore fu padre Leopold Fonck. Inizialmente il PIB preparava gli studenti a sostenere gli esami presso la Pontificia commissione biblica. Con la lettera apostolica Cum Biblia Sacra del 15 agosto 1916 papa Benedetto XV l'autorizzò a conferire il grado accademico di licenza a nome della PCB. Col motu proprio Quod maxime del 30 settembre 1928, Pio XI accordò al PIB l'indipendenza accademica dalla PCB, permettendogli di conferire anche il grado di dottorato. Con lo stesso motu proprio del 1928, il PIB fu consociato alla Pontificia Università Gregoriana e al Pontificio Istituto Orientale.
Il PIB è regolato dagli Statuta approvati dalla Congregazione per l'educazione cattolica il 14 novembre 1985. Essi sono stati revisionati nel 2020 e sottoposti all'approvazione della Congregazione per l'educazione cattolica.
La sede dell'Istituto è fin dal 1912 il palazzo Muti Papazzurri, nel centro di Roma. Nel 1927 fu eretta una sede succursale in Gerusalemme, la quale non è un'istituzione accademica indipendente, ma solamente una casa di accoglienza.
Col chirografo del 17 dicembre 2019, papa Francesco decretò che il Pontificio Istituto Biblico e il Pontificio Istituto Orientale, pur conservando i propri nomi e le proprie missioni, fossero congiunti alla Pontificia Università Gregoriana in modo da far parte della stessa persona giuridica. I nuovi statuti della Pontificia Università Gregoriana con l'incorporazione dei due istituti pontifici sono stati ratificati e approvati dal Dicastero per la cultura e l'educazione l'11 febbraio 2024, mentre il 19 maggio 2024 sono entrati in vigore. Dal 19 maggio 2024, dunque, il Pontificio Istituto Biblico non ha un proprio rettore, essendo governato dall'unico rettore della Pontificia Università Gregoriana, bensì è rappresentato da un presidente.

## Struttura
L'istituto è organizzato dal 1932 in due facoltà:
- Biblica
- Orientalistica

Riviste
L'istituto pubblica due rivisteː Biblica, a cura dell'omonima facoltà e dal 1932, e Orientalia, a cura della facoltà di orientalistica.
Biblioteca

## Cronotassi dei rettori
- Leopold Fonck (1909-1918)
- Andrés Fernández (1918-1924)
- John O'Rourke (1924-1930)
- Augustin Bea (1930-1949)
- Ernest Vogt (1949-1963)
- Roderick Andrew Francis MacKenzie (1963-1969)
- Carlo Maria Martini (1969-1978)
- Maurice Gilbert (1978-1984)
- Albert Vanhoye (1984-1990)
- Klemens Stock (1990-1996)
- Robert F. O'Toole (1996-2002)
- Stephen F. Pisano (2002-2008)
- José María Abrego de Lacy (2008-2014)
- Michael Francis Kolarcik (2014-2023)
- Peter Dubovský, (2023-18 maggio 2024)

## Cronotassi dei presidenti
- Peter Dubovský, (dal 19 maggio 2024)

## Campus a Gerusalemme
Nel 1913 un gruppo di studenti visitò il Medio Oriente, da Atene all'Alto Egitto. Si sentiva l'esigenza di avere una stabile organizzazione in Terra Santa per accogliere professori e studenti per soggiorni prolungati in visita al sito o per proseguire ricerche di archeologia biblica o di studi giudaici. Padre Alexis Mailon ne è il fondatore, nel 1927.
Più recentemente, accordi con l'Università Ebraica di Gerusalemme hanno esteso questa collaborazione e confermato l'importanza di questa sede a Gerusalemme.